# 우미지리역
우미지리역(일본어: 海尻駅)은 일본 나가노현 미나미사쿠군 미나미마키촌에 위치한 동일본 여객철도 고우미 선의 철도역이다. 단선 승강장 1면 1선의 구조를 갖춘 지상역으로, 무인역이다.

## 이용 현황
- 2010년도 : 53명
- 2011년도 : 50명

## 역 주변
- 국도 제141호선
- 지쿠마강

## 역사
- 1932년 12월 27일 : 국철 고우미 선 사쿠우미노쿠치 - 고우미 간의 개통과 동시에 개업. 여객 영업만.
- 1987년 4월 1일 : 일본국유철도 분할 민영화에 의해, 동일본 여객철도가 승계.

## 인접 역
| 동일본 여객철도 고우미 선      | 동일본 여객철도 고우미 선 | 동일본 여객철도 고우미 선 |
| ------------------------------ | ------------------------- | ------------------------- |
| 사쿠우미노쿠치 고부치자와 방면 | 고우미 선                 | 마쓰바라코 고모로 방면    |